# Bangana sinkleri
Bangana sinkleri е вид лъчеперка от семейство Шаранови (Cyprinidae).

## Разпространение
Видът е разпространен в Тайланд.

## Описание
На дължина достигат до 6,9 cm.